# Triplectides beccarinus
Triplectides beccarinus là một loài Trichoptera trong họ Leptoceridae. Chúng phân bố ở miền Australasia.